# Marita Krauss
Marita Krauss (* 8. Juni 1956 in Zürich) ist eine deutsche Historikerin und war Professorin für Europäische Regionalgeschichte sowie Bayerische und Schwäbische Landesgeschichte an der Universität Augsburg.

## Leben
Marita Krauss wuchs in Pöcking am Starnberger See auf, wo sie bis heute wohnt. Nach dem Abitur in Weilheim/Obb. im Jahr 1975 absolvierte Krauss ein Magisterstudium der Germanistik, Romanistik, Geschichts- und Politikwissenschaft an der LMU München, das sie 1981 abschloss. 1983 wurde sie summa cum laude über „Nachkriegskultur in München. Münchner städtische Kulturpolitik 1945 bis 1954“ bei Friedrich Prinz und Ludwig Hammermayer an der LMU München promoviert, wo sie anschließend als Lehrbeauftragte für Neuere Geschichte tätig war, mehrere große stadtgeschichtliche Forschungs- und Ausstellungsprojekte leitete („Trümmerzeit in München“, „Prinzregentenzeit in München“, „Leben in München von der Jahrhundertwende bis 1933“, „Die Zeichen der Zeit“) und sich 1995 über „Herrschaftspraxis in Bayern und Preußen im 19. Jahrhundert“ habilitierte. Krauss lehrte mehrere Jahre an den Universitäten Bremen und Wien. 2008 erfolgte ihre Berufung zur Professorin für Bayerische und Schwäbische Landesgeschichte an der Universität Augsburg. Im Jahr 2023 trat sie in den Ruhestand. Seit 2008 ist sie Mitglied der Schwäbischen Forschungsgemeinschaft.
Neben ihrer Lehrtätigkeit ist Krauss freie Mitarbeiterin beim Bayerischen Rundfunk und Galeristin der Werke ihres Stiefvaters, des Künstlers Helmut Ammann.

## Forschung
Krauss befasst sich mit dem Vergleich der Geschichte der deutschen Länder, insbesondere im 19. und 20. Jahrhundert. In diesem Rahmen forscht sie zu Migration und Integration, zur Herrschaftspraxis, zur Geschichte Münchens, zur Geschlechtergeschichte und zur Geschichte von Wissenstransfer und Wissenschaftswandel.

## Schriften (Auswahl)
- Nachkriegskultur in München. Münchner städtische Kulturpolitik, 1945–1954. Mit einem Geleitwort von Georg Kronawitter. Oldenbourg, München 1985, ISBN 3-486-52501-8 (zugleich: München, Universität, Dissertation, 1985).
- als Herausgeberin mit Friedrich Prinz: Trümmerleben. Texte, Dokumente, Bilder aus den Münchner Nachkriegsjahren (= dtv 10409). Deutscher Taschenbuch-Verlag, München 1985, ISBN 3-423-10409-0.
- als Herausgeberin mit Friedrich Prinz: München. Musenstadt mit Hinterhöfen. Die Prinzregentenzeit 1886–1912. C. H. Beck, München 1988, ISBN 3-406-33395-8.
- als Herausgeberin mit Florian Beck: Leben in München. Von der Jahrhundertwende bis 1933. Nymphenburger Verlags-Handlung, München 1990, ISBN 3-485-01895-3.
- als Herausgeberin mit Stefan Sutor: Die Zeichen der Zeit. Alltag in München 1933–1945. Nishen, Berlin 1991, ISBN 3-88940-065-5.
- Herrschaftspraxis in Bayern und Preußen im 19. Jahrhundert. Ein historischer Vergleich (= Historische Studien. Bd. 21). Campus, Frankfurt am Main u. a. 1997, ISBN 3-593-35849-2.
- als Herausgeberin mit Holger Sonnabend: Migration und Integration. Aufnahme und Eingliederung im historischen Wandel (= Stuttgarter Beiträge zur historischen Migrationsforschung. Bd. 4). Steiner, Stuttgart 1998, ISBN 3-515-07224-1.
- als Herausgeberin mit Dierk Hoffmann und Michael Schwartz: Vertriebene in Deutschland. Interdisziplinäre Ergebnisse und Forschungsperspektiven (= Schriftenreihe der Vierteljahrshefte für Zeitgeschichte. Sonderbd.). Oldenbourg, München 2000, ISBN 3-486-64505-6.
- Heimkehr in ein fremdes Land. Geschichte der Remigration nach 1945 (= Beck’sche Reihe. 1436). C. H. Beck, München 2001, ISBN 3-406-47562-0.
- als Herausgeberin mit Holger Sonnabend: Frauen und Migration (= Stuttgarter Beiträge zur historischen Migrationsforschung. Bd. 5). Steiner, Stuttgart 2001, ISBN 3-515-07815-0.
- Die Frau der Zukunft. Dr. Hope Bridges Adams Lehmann 1855–1916. Ärztin und Reformerin. Buchendorfer, München 2002, ISBN 3-934036-91-0.
- als Herausgeberin mit Andreas Gestrich: Zurückbleiben. Der vernachlässigte Teil der Migrationsgeschichte (= Stuttgarter Beiträge zur historischen Migrationsforschung. Bd. 6). Steiner, Stuttgart 2006, ISBN 3-515-08940-3.
- als Herausgeberin: Integrationen. Vertriebene in den deutschen Ländern nach 1945. Vandenhoeck & Ruprecht, Göttingen 2008, ISBN 978-3-525-36757-5.
- als Herausgeberin: Sie waren dabei. Mitläuferinnen, Nutznießerinnen, Täterinnen im Nationalsozialismus (= Dachauer Symposien zur Zeitgeschichte. Bd. 8). Wallstein-Verlag, Göttingen 2008, ISBN 978-3-8353-0314-0.
- Die königlich bayerischen Hoflieferanten. Volk, München 2009, ISBN 978-3-937200-27-9.
- Evangelisch in München. Karl Buchrucker (1827–1899). Wegbereiter der bayerischen Diakonie. Volk, München 2009, ISBN 978-3-937200-64-4.
- Hope. Dr. Hope Bridges Adams Lehmann – Ärztin und Visionärin. Die Biografie. Volk, München 2009, ISBN 978-3-937200-69-9 (erweiterte Neuausgabe von Die Frau der Zukunft. Dr. Hope Bridges Adams Lehmann 1855–1916. Ärztin und Reformerin).
- mit Stefan Lindl und Jens Soentgen: Der gezähmte Lech. Ein Fluss der Extreme. Volk, München 2014, ISBN 978-3-86222-140-0.
- Die bayerischen Kommerzienräte – Eine deutsche Wirtschaftselite von 1880 bis 1928, Volk, München 2016, ISBN 978-3-86222-216-2.
- als Herausgeberin mit Rainer Jedlitschka: Verwaltungselite und Region. Die Regierungspräsidenten von Schwaben 1817 bis 2017, ISBN 978-3-86222-254-4
- Aufbruch einer Region. Die IHK in Bayrisch-Schwaben seit den 1960er Jahren, Volk, München 2018, ISBN 978-3-86222-284-1.
- als Autorin mit Erich Kasberger: Ein Dorf im Nationalsozialismus. Pöcking 1930–1950. Volk, München 2019, ISBN 978-3-86222-321-3.
- „Ich habe dem starken Geschlecht überall den Fehdehandschuh hingeworfen.“ Das Leben der Lola Montez. C. H. Beck, München 2020, ISBN 978-3-406-75524-8.
- als Co-Autorin mit Franz von Bayern: Zuschauer in der ersten Reihe. Erinnerungen, C. H. Beck, München 2023, ISBN 978-3-406-79708-8.
- Ludwig I. von Bayern. Träume und Macht. Eine Biografie. C. H. Beck, München 2025, ISBN 978-3-406-82912-3.